# 黃宗漢
黃宗漢（1803年—1864年），字季云，一字坡友，号壽臣，福建泉州晉江縣人（现属泉州市鲤城区），晚清官員、封疆大吏。

## 生平
父黄念祖，嘉庆六年(1801年) 举人。嘉慶八年（1803年）八月十八日生。七岁丧父，由长兄黄宗澄教养成长。道光十五年（1835年）進士，依附大學士穆彰阿，「穆門十子」之一。
道光二十八年起，歷任山東按察使、浙江按察使，咸丰元年（1851年），迁任甘肃布政使，咸丰二年，擢升云南巡抚，未到任又调浙江巡抚。後官四川總督。咸丰六年（1856年），回京补内阁学士，兼刑部侍郎、顺天府（今北京市）尹。
咸豐年間，黃宗漢與載垣、端華、肅順等交結。七年，爆發第二次鸦片战争，广州沦陷，奉旨接替葉名琛擔任兩廣總督，兼通商大臣。同治帝即位，爆發祺祥之變，載垣等顧命八大臣獲罪，非斬則貶。少詹事許彭壽疏劾黃宗漢與陳孚恩、劉昆並黨肅順等，蹤蹟最密。詔曰：“黃宗漢本年春赴熱河，危詞力阻回鑾。迨皇考梓宮將回京，又以京城可慮，遍告於人，希冀阻止。其意存迎合載垣等，眾所共知。聲名品行如此，若任其濫廁卿貳，何以表率屬僚？革職永不敘用，以為大僚媚者戒。”
晚年遭追奪前賜「忠勤正直」御匾，同治二年（1863年），得陈庆镛延请主讲清源书院，途经上海，得病，寄寓泉漳会馆。同治三年卒。著作有《晋江黄尚书公全集》。
黃宗漢之子黄贻楫为同治十三年甲戌科探花。

## 延伸阅读
[在维基数据编辑]
 《清史稿·卷394》，出自趙爾巽《清史稿》

- 泉州人物库：黄宗汉 （页面存档备份，存于）、黄宗汉故居 （页面存档备份，存于）（简体中文）
- 抗夷救亡 泉州人黄宗汉不逊林则徐 泉州发布
- 泉州进士录 （页面存档备份，存于） 307页 海峡书局 2014-12